# Sarah Purser

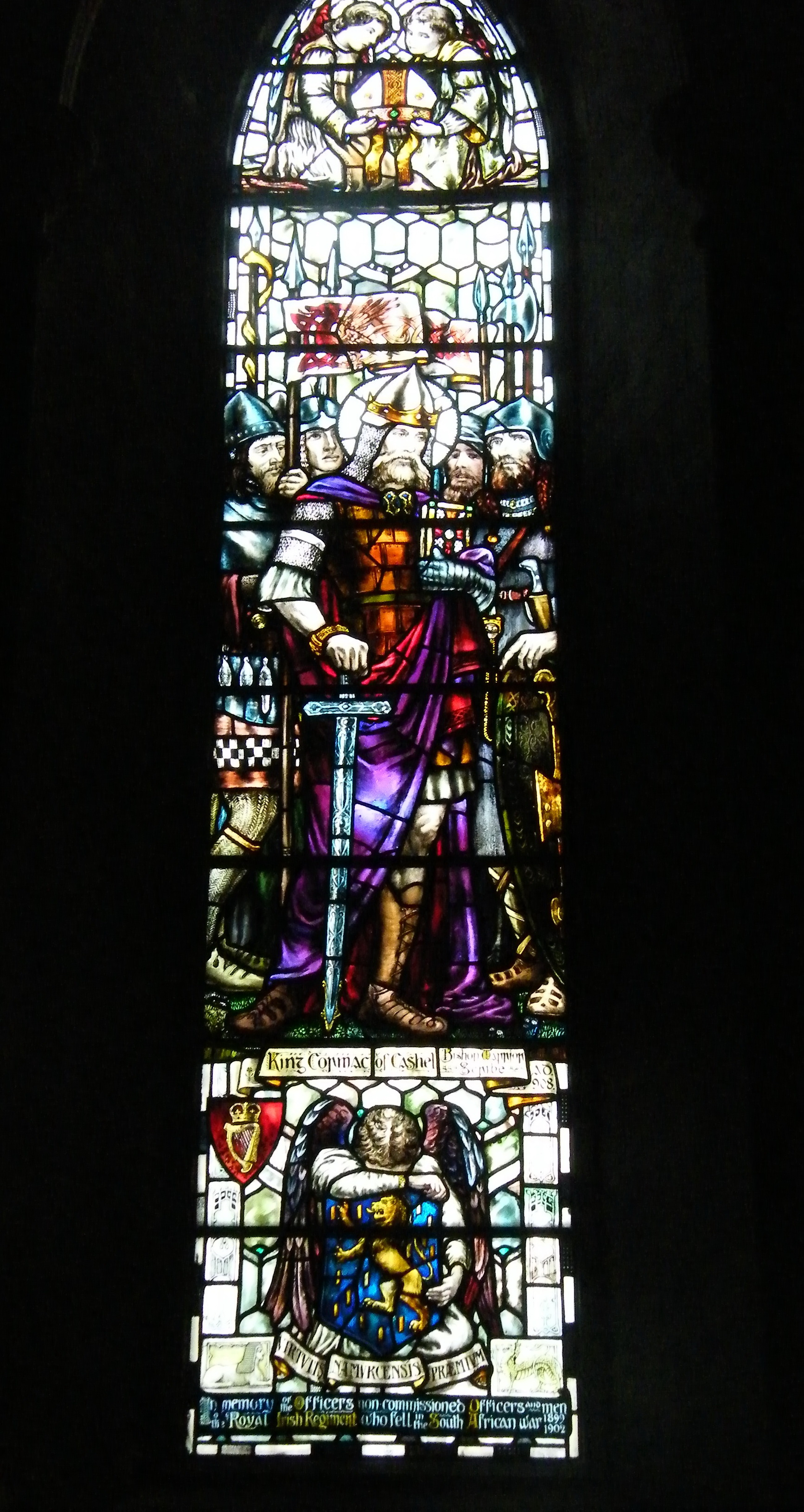
Vitral de la Catedral de San Patricio, Dublín, obra realizada por Sarah Purser en 1906: una representación del rey Cormac de Cashel

Sarah Henrietta Purser (22 de marzo de 1848 - 7 de agosto de 1943) fue una artista irlandesa conocida principalmente por sus retratos y sus diseños y realización de vitrales.

## Vida personal
Purser nació en Kingstown (actualmente Dún Laoghaire) en el Condado de Dublín pero se crio en Dungarvan, Condado de Waterford. Sus padres fueron Benjamin Purser, un próspero molinero de harina y cervecero, y su esposa Anne Mallet. Purser se relaciono durante esa época con el artista y miembro de la Royal Hibernian Academy, Sir Frederic W. Burton, quien era un hijo de Hannah Mallet, familiar de su madre. La familia Purser llegó a Irlanda desde Gloucestershire en el siglo XVIII. Dos de sus hermanos, John y Louis, se convirtieron en profesores en el Trinity College de Dublín; y su sobrina, Olive Purser, hija de su hermano Alfred, fue la primera mujer erudita de dicha institución.
Vivió durante muchos años y hasta su muerte en Mespil House, una mansión georgiana con hermosos techos de yeso en Mespil Road, a orillas del Gran Canal. Allí reunía todos los martes por la tarde a los escritores y artistas de Dublín más importantes del momento. También eran muy conocidas sus fiestas de tarde llegando a ser un fundamentales en la vida literaria de Dublín. Mespil House fue demolida después de su muerte y se construyó en su lugar un edificio de apartamentos. Fue enterrada en el cementerio Mount Jerome junto a sus hermanos John y Louis.

## Educación
A los trece años comenzó a estudiar en la Institución Evangélica de Montmirail, Suiza, donde aprendió a hablar francés con fluidez y comenzó a pintar. En 1873 el negocio de su padre se arruinó y ella decidió convertirse en pintora profesional y asistió a clases en la Escuela Metropolitana de Arte de Dublín. 
Se unió al Dublin Sketching Club, llegando a ser más adelante nombrada miembro honorario. En 1874 se distinguió en la Competencia Nacional. En 1878 participó con sus obras en una exposición en el Royal Hibernian Academy, y durante los siguientes cincuenta años se convirtió en expositora habitual, principalmente de retratos, llegando a mostrar unas tres obras por exposición.
Entre 1878 y 1879, estudió en la Academia Julian en París, donde conoció a la pintora alemana Louise Catherine Breslau, con quien mantuvo una gran amistad toda la vida.

## Carrera
Gracias a las buenas inversiones realizadas a lo largo de su vida, particularmente en Guinness donde varios de sus parientes varones habían trabajado a lo largo de los años, hicieron de Purser una mujer rica y acomodada. Fue muy activa en el mundo del arte en Dublín y participó en la creación de la Galería Municipal de Hugh Lane, persuadiendo al gobierno irlandés para que proporcionara Charlemont House en Parnell Square para albergar la galería.
Purser fue la segunda mujer en formar parte de la Junta de Gobernadores y Guardianes de la Galería Nacional de Irlanda desde el 1914 hasta su muerte. También fue nombrada Miembro Honorario de la Royal Hibernian AcademyRoyal Hibernian Academy en 1890; convirtiéndose en la primera mujer miembro asociada en 1923 y la primera mujer miembro de pleno derecho en 1924. Y fundó en 1924, el movimiento de los Amigos de la colección de Galería Nacional de Irlanda. 
Todos los archivos relacionados con Purser se encuentran en el Centro para el Estudio del Arte Irlandés, perteneciente a la Galería Nacional de Irlanda. 

## Retrato
Purser trabajó principalmente como retratista. Gracias a su talento y energía, y a su amistad con la familia de aristócratas Gore-Booths, tuvo mucho éxito en la obtención de encargos entre la aristocracia británica, y de ahí viene su famosa frase: 
"Pasé por la aristocracia británica como el sarampión".
En 1888 se convirtió en la principal retratista del país cuando el virrey de Irlanda le encargó que retratara a sus hijos. 
En 1977, Bruce Arnold indicó: 
"Algunos de sus trabajos más delicados no fueron estrictamente retratos, por ejemplo, An Irish Idyll en el Museo del Ulster y Le Petit Déjeuner (en la Galería Nacional de Irlanda )".
Varios retratos pintados por Purser se pueden ver en la Galería Nacional de Irlanda. 

## Vidrio (An Túr Gloine)
Purser fundó An Túr Gloine (The Tower of Glass), una cooperativa de vitrales, en el número 24 de la Upper Pembroke y lo dirigió desde su inauguración en 1903 hasta su retiro en 1940. Michael Healy (1873-1941) fue el primero de varios famosos trabajadores del taller, junto a Catherine O'Brien (1882-1963), Evie Hone (1894-1955), Wilhelmina Geddes (1887-1955), Beatrice Elvery (1881- 1970) y Ethel Rhind (1879-1952). 
Purser pensaba que la realización de vidrieras debe adherirse a la verdadera filosofía de artes y oficios: "Cada ventana es obra de un artista que hace el boceto y la caricatura y selecciona y pinta cada bocado de vidrio". No produjo muchas vidrieras por sí misma, ya que la mayoría fueron pintadas por otros miembros de la cooperativa, presumiblemente bajo su dirección. Sus dos primeras obras importantes, en 1904, fueron St. Ita para la catedral de St. Brendan, en Loughrea y The Good Shepard para St. Columba's College, Dublín. Se cree que su último trabajo en vitrales fue The Good Shepard and the Good Samaritan, en 1926, para la Iglesia de Irlanda en Killucan, en el Condado de Westmeath.
Existe un archivo con toda la información disponibles sobre el Túr Gloine en el Centro para el Estudio del Arte Irlandés, perteneciente a la Galería Nacional de Irlanda.   

## Galería

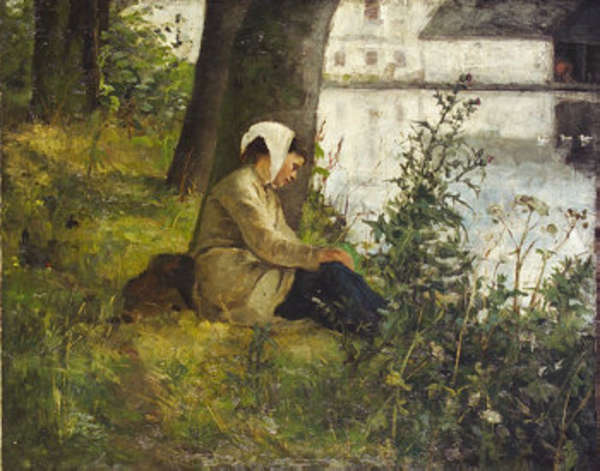
Millpond at Ballsbridge (1882)
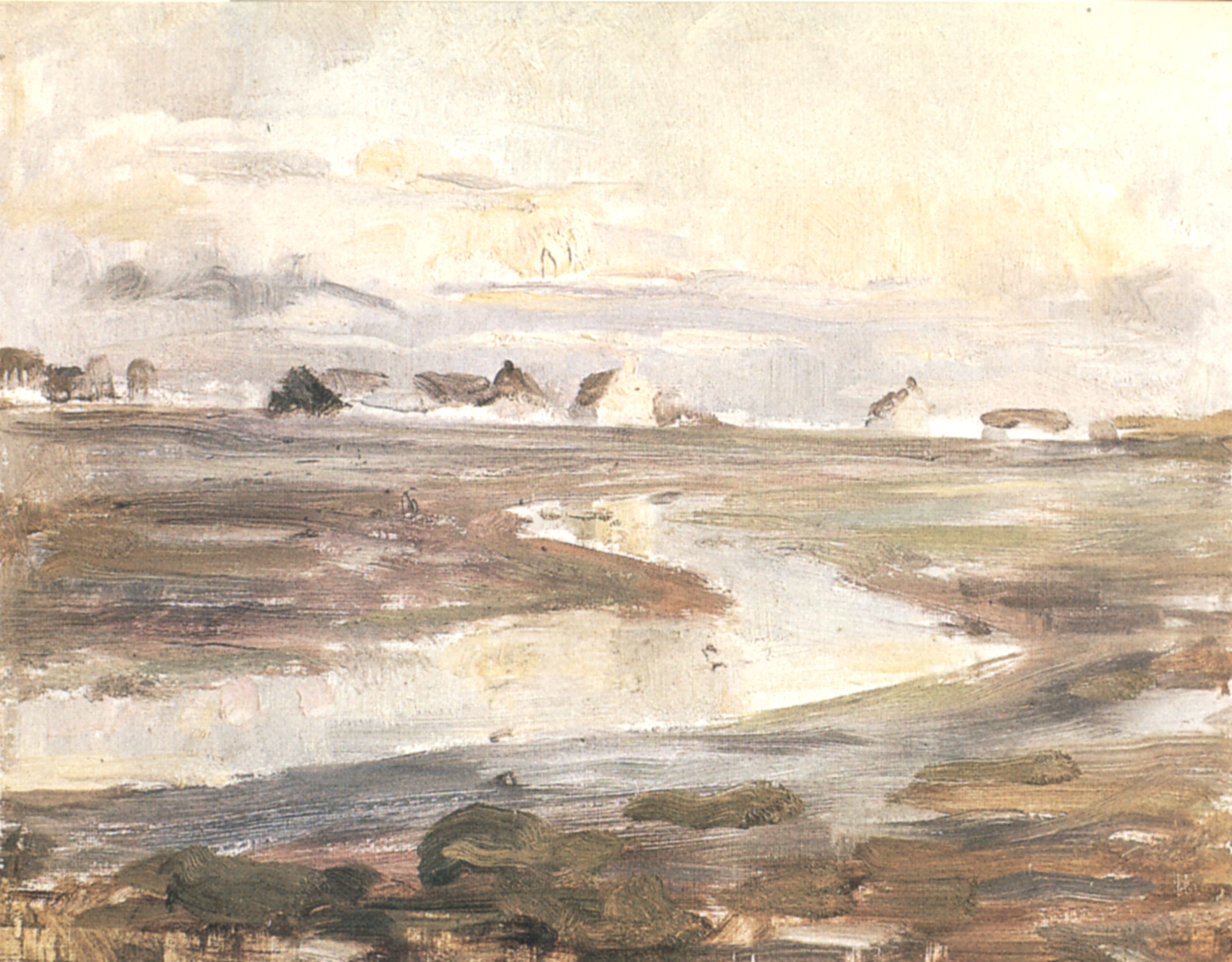
A seashore village
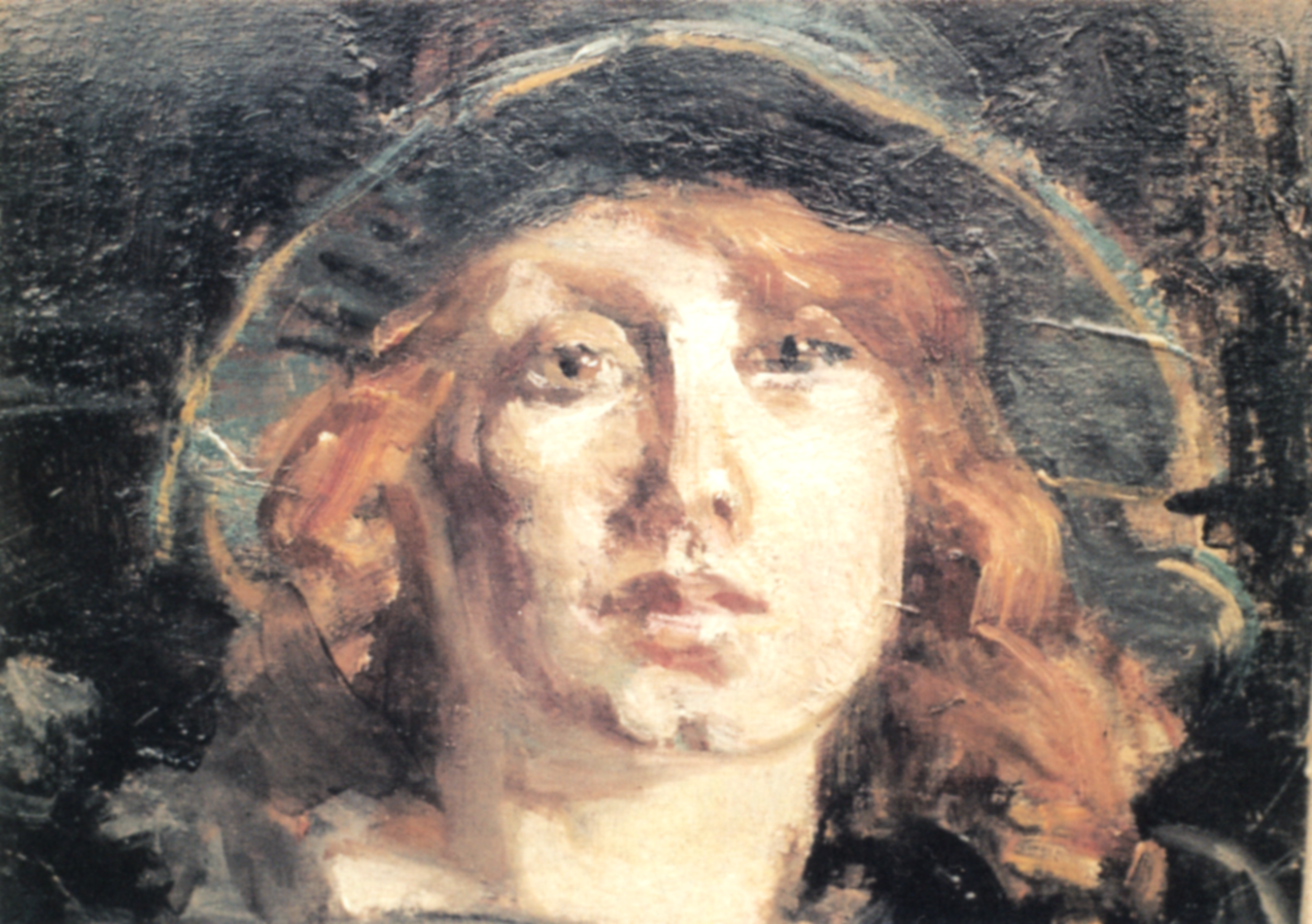
El sombrero azul (1923)
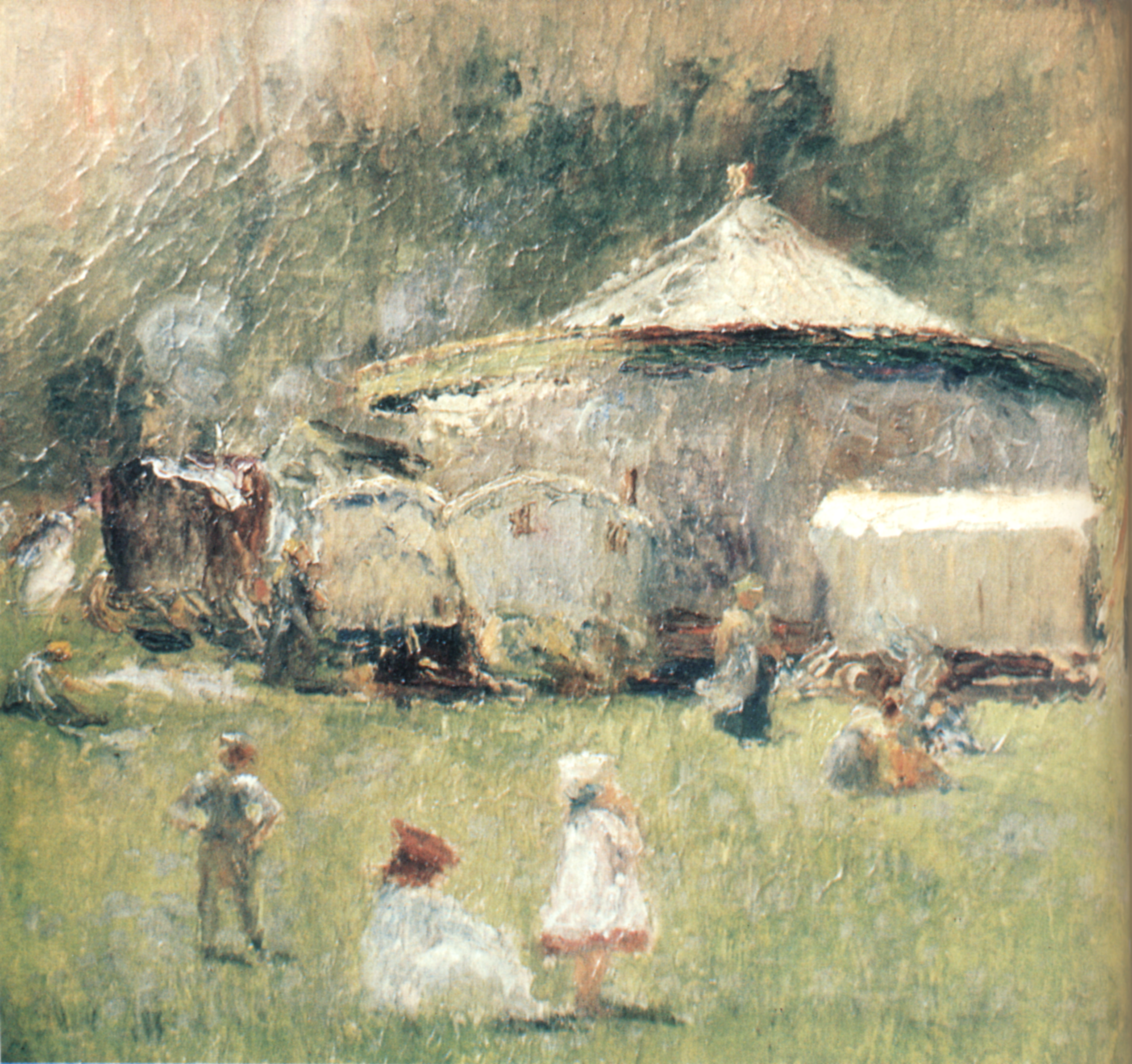
The circus encampment (1901)
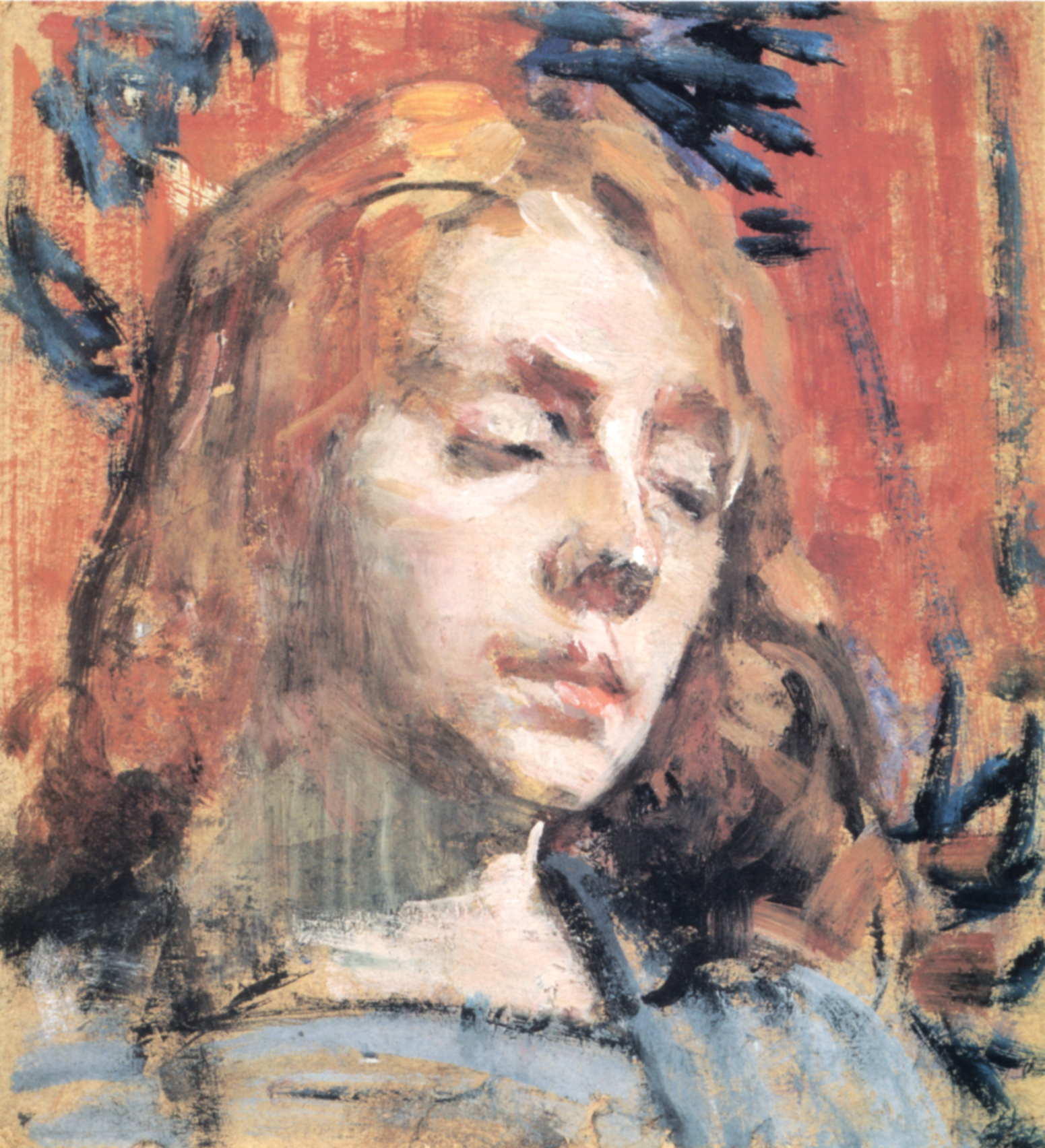
The sad girl (1923)
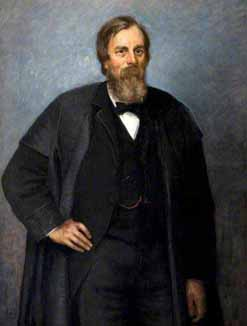
Retrato de John Purser
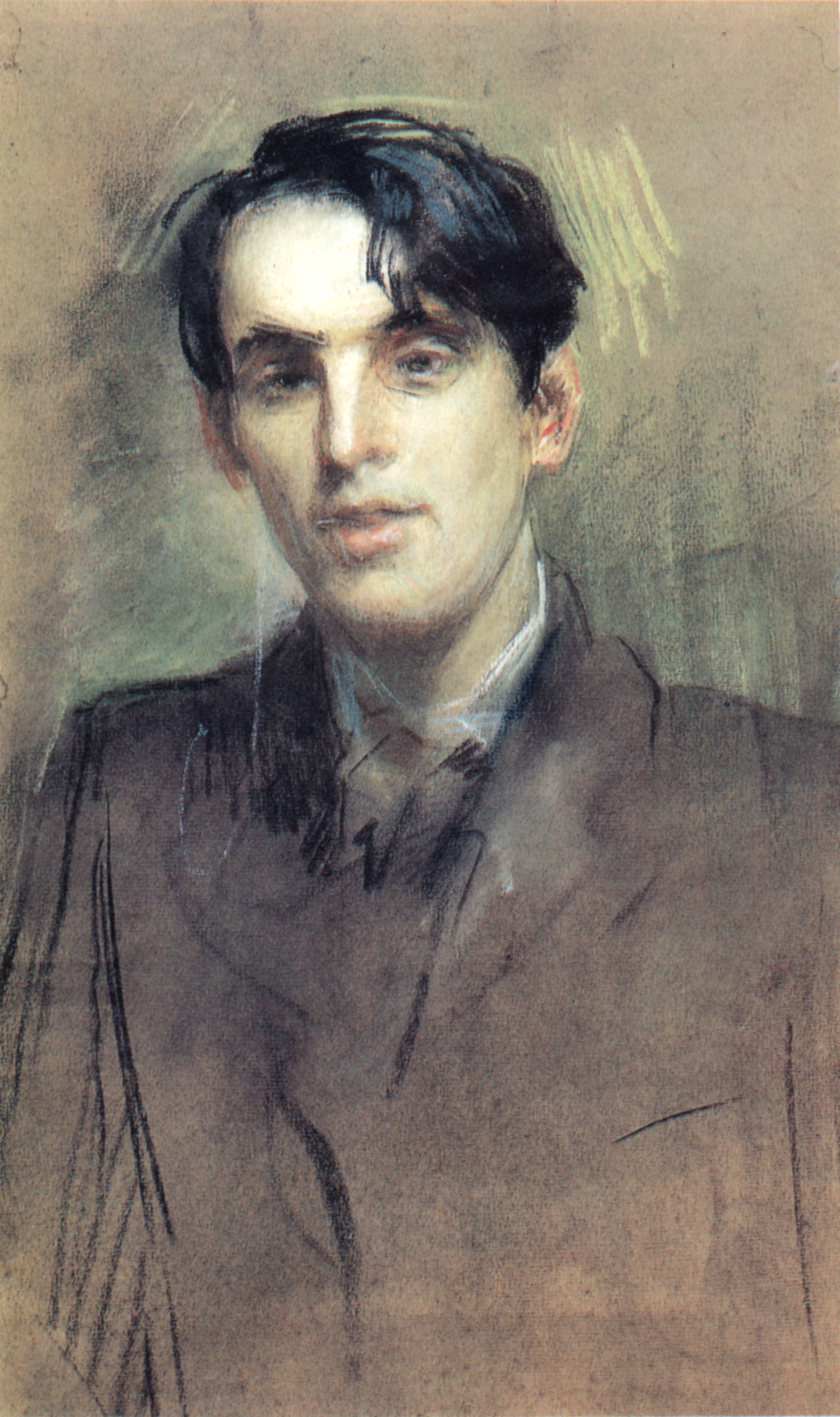
William Butler Yeats (1898)
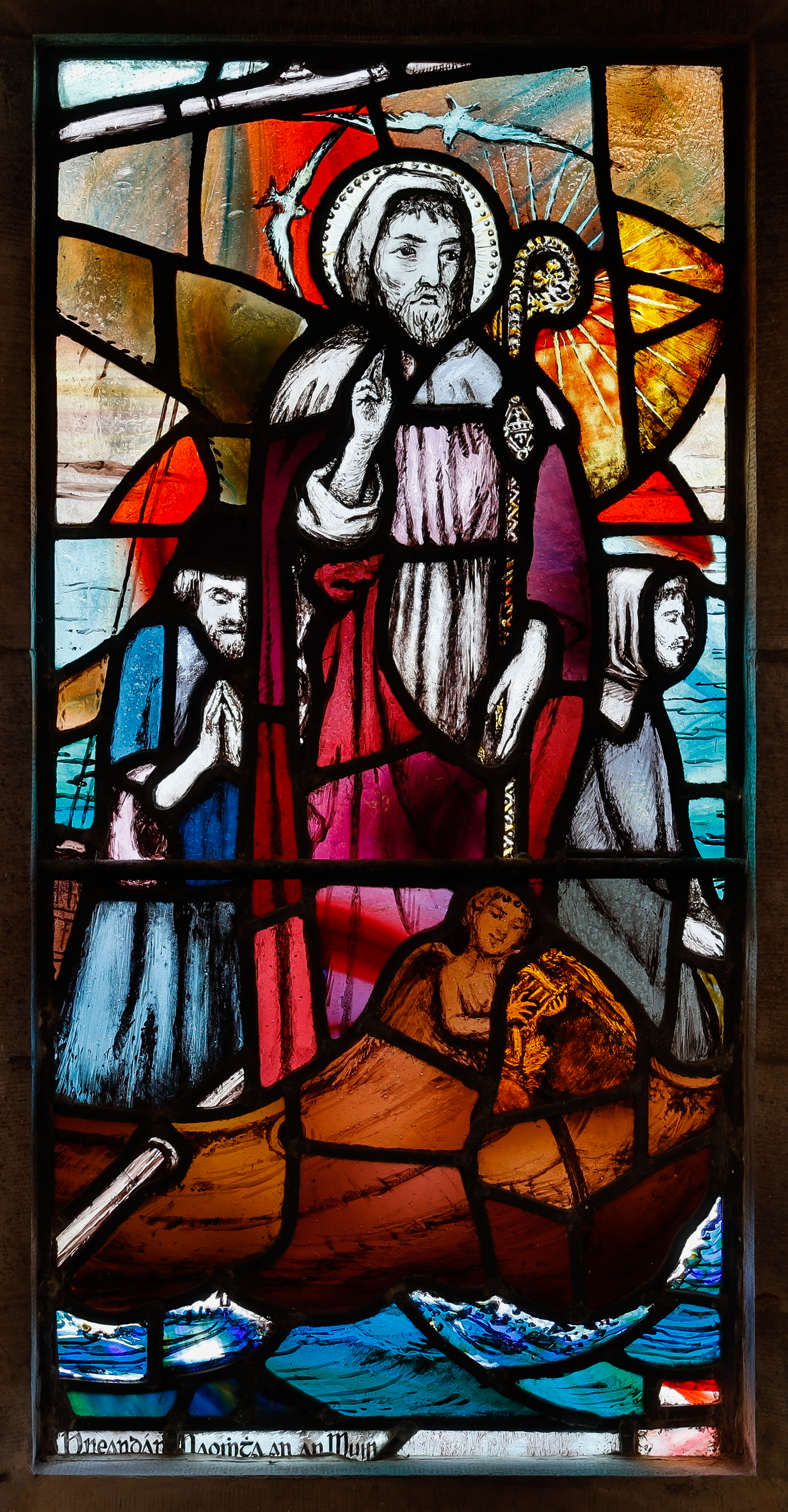
Breandán Naoṁṫa ar an Muir (1903). Detalle de una ventana en la Loughrea St. Brendan's Cathedral
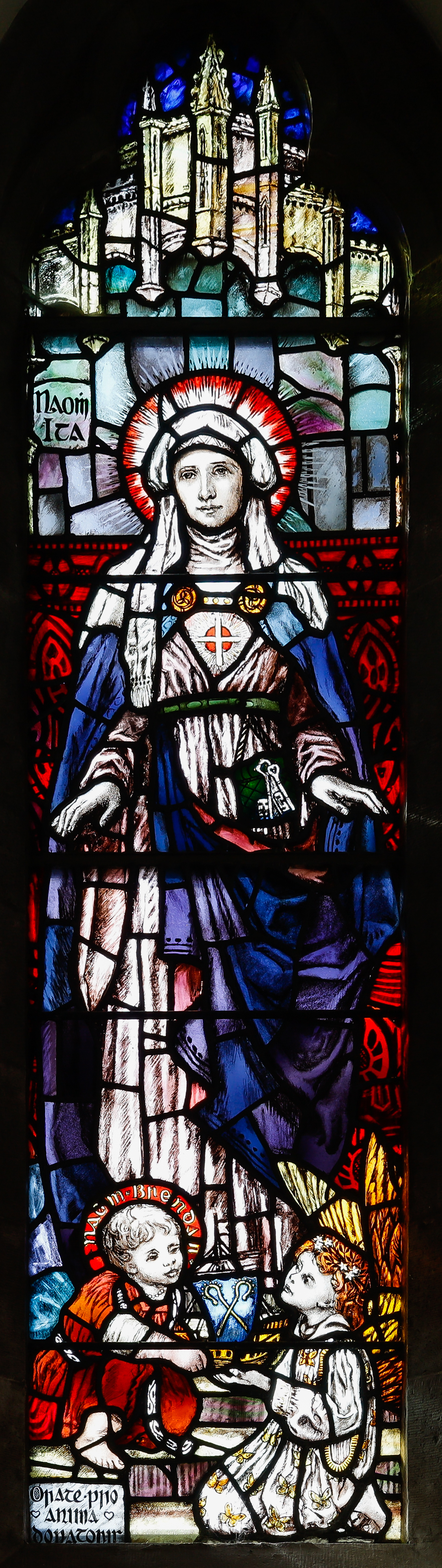
Stained glass window in the baptistry, ubicada en la Loughrea St. Brendan's Cathedral
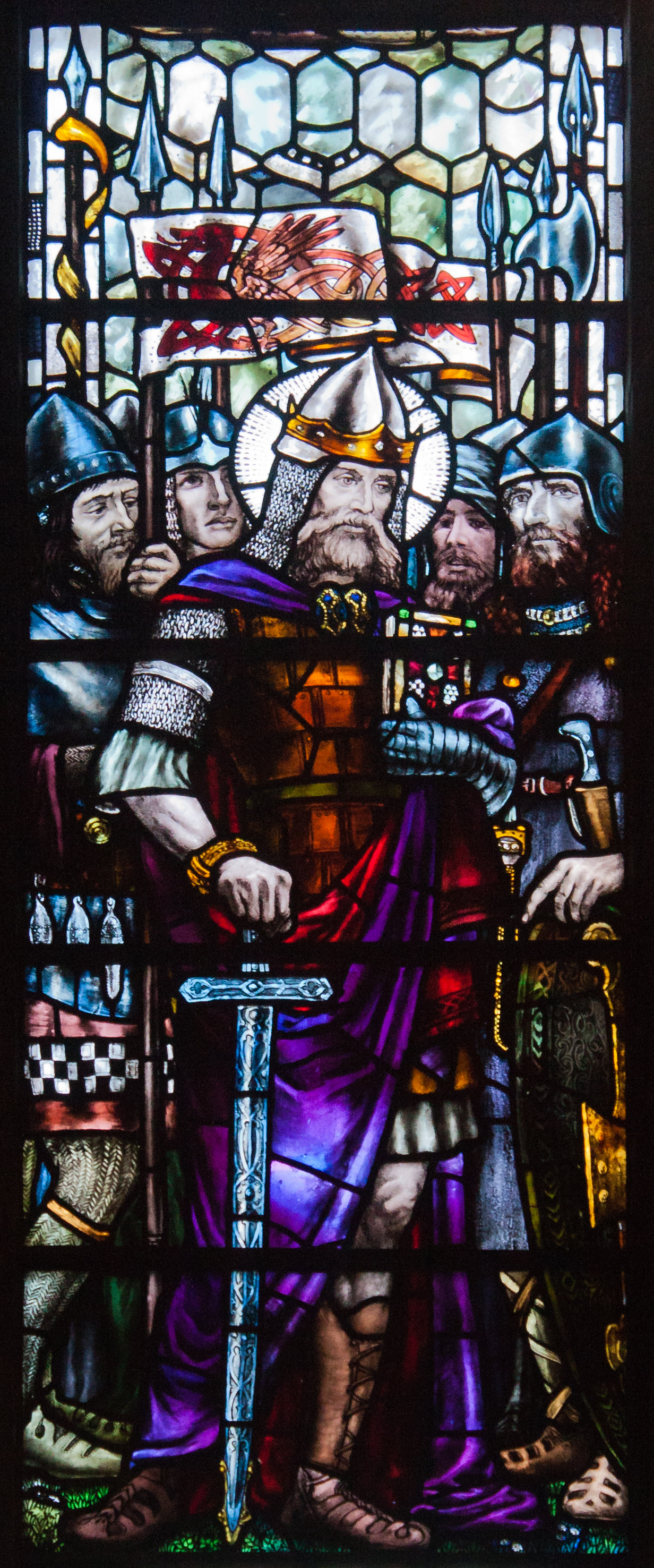
King Cormac of Cashel as bishop, warrior and scribe, en la Catedral de San Patricio de Dublín
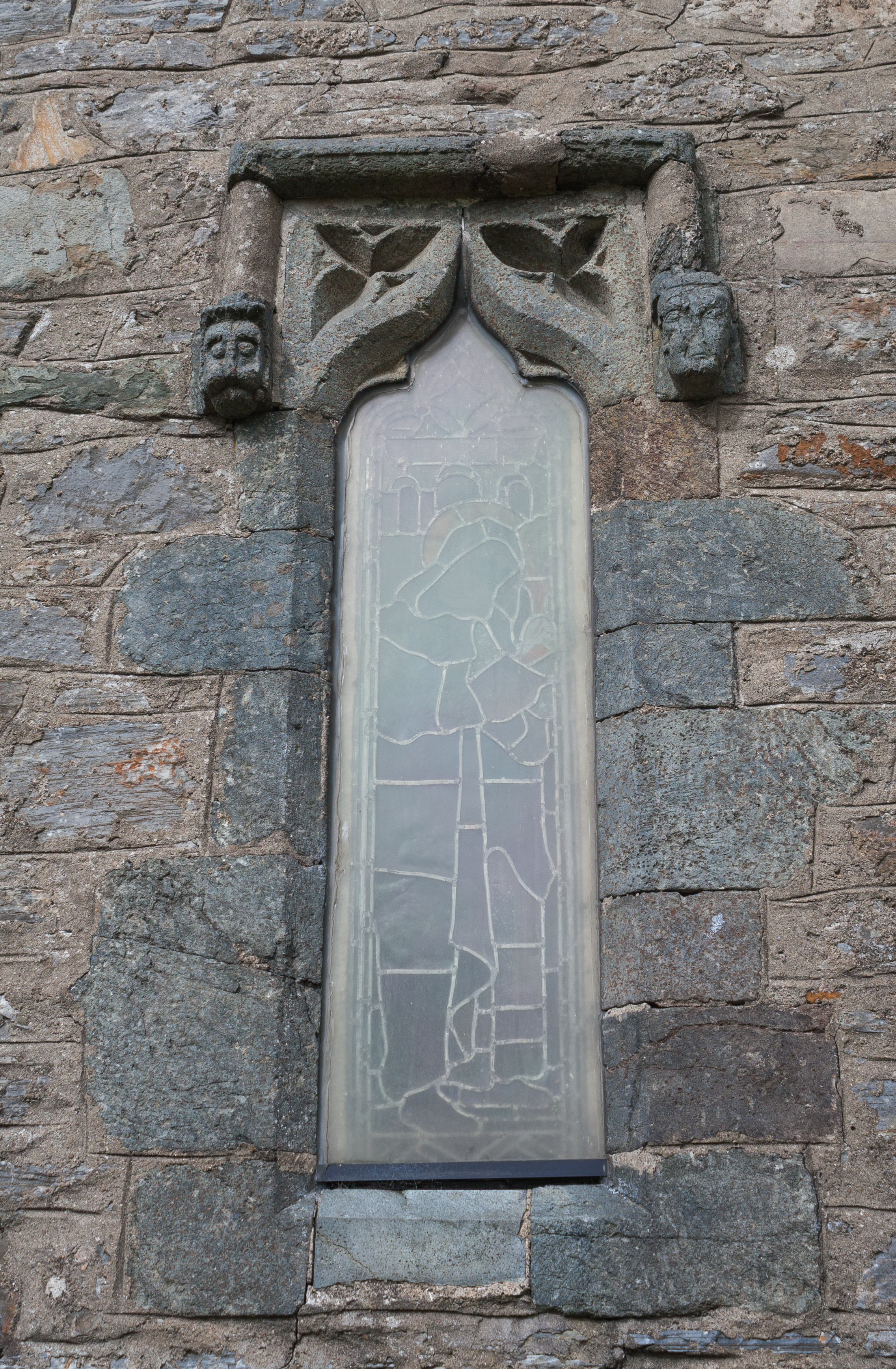
Saint Eunan, vista exterior del vitral ubicado en la Catedral de  Raphoe